# Brachygastra buyssoni
Brachygastra buyssoni är en getingart som beskrevs av Adolpho Ducke 1905. Brachygastra buyssoni ingår i släktet Brachygastra och familjen getingar. Inga underarter finns listade.